# Un soir de réveillon
Pour plus de détails, voir Fiche technique et Distribution.
Un soir de réveillon est un film de Noël musical américano-français réalisé par Karl Anton, sorti en 1933.
Il s'agit de l'adaptation de l'opérette éponyme (musique de Raoul Moretti, livret de Paul Armont et Marcel Gerbidon)

## Synopsis
Une jeune fille d'origine modeste passe le réveillon de Noël dans le demi-monde et y rencontre un gentleman qui, la prenant pour ce qu'elle n'est pas, la poursuit de ses assiduités. Les péripéties s'enchaînent, semblant toujours remettre les deux tourtereaux dans les bras l'un de l'autre.

## Fiche technique
Sauf indication contraire, les informations mentionnées dans cette section peuvent être confirmées par la base de données cinématographiques Unifrance,  présente dans la section « Liens externes ».
- Titre original, français et anglais : Un soir de réveillon
- Réalisateur : Karl Anton
- Scénaristes :  Paul Schiller, d'après l'opérette de Paul Armont, Marcel Gerbidon, Albert Willemetz
- Photographie : Harry Stradling Sr.
- Musique : Raoul Moretti - Jean Boyer (auteur des chansons originales [1])
- Société de production : Les Studios Paramount
- Société de distribution : Les films Paramount
- Pays de production :  France |  États-Unis[2]
- Langue originale : français
- Format : Noir et blanc - 1,37:1 - Son mono - 35 mm
- Genre : Film musical romantique
- Durée : 110 minutes
- Date de sortie : 
  - France : 13 octobre 1933
  - Portugal : 26 novembre 1934
  - États-Unis : 18 janvier 1935

## Distribution
- Meg Lemonnier : Monique Lepage
- Henri Garat : Gérard Cardoval
- Armand Dranem : Honoré
- Arletty : Viviane
- René Donnio : Bob
- Moussia : Loulette
- Marcel Carpentier : Carbonnier
- Robert Casa : M. Lepage
- José Sergy : Landier
- Lucette Desmoulins : Paulette
- Pierre Sarda
- René Koval
- Rose Lorraine